# Pingasa depleta
Pingasa depleta är en fjärilsart som beskrevs av Louis Beethoven Prout 1916. Pingasa depleta ingår i släktet Pingasa och familjen mätare. Inga underarter finns listade i Catalogue of Life.